# Kolarstwo na Igrzyskach Panamerykańskich 2003
Kolarstwo na Igrzyskach Panamerykańskich 2003 odbywało się w dniach 10 - 17 sierpnia 2003 roku na obiektach w Santo Domingo. Zawodnicy obojga płci rywalizowali łącznie w dziewiętnastu konkurencjach indywidualnych i drużynowych w trzech dyscyplinach.

## Podsumowanie

### Klasyfikacja medalowa
| Miejsce | Państwo           | Złoto | Srebro | Brąz | Razem |
| ------- | ----------------- | ----- | ------ | ---- | ----- |
| 1       | Stany Zjednoczone | 5     | 5      | 3    | 13    |
| 2       | Kuba              | 3     | 2      | 4    | 9     |
| 3       | Kolumbia          | 3     | 2      | 3    | 8     |
| 4       | Argentyna         | 3     | 1      | 0    | 4     |
| 5       | Urugwaj           | 2     | 0      | 0    | 2     |
| 6       | Chile             | 1     | 2      | 2    | 5     |
| 7       | Kanada            | 1     | 1      | 1    | 3     |
| 8       | Meksyk            | 1     | 0      | 0    | 1     |
| 9       | Wenezuela         | 0     | 3      | 2    | 5     |
| 10      | Brazylia          | 0     | 2      | 0    | 2     |
| 11      | Gwatemala         | 0     | 1      | 0    | 1     |
| 12      | Boliwia           | 0     | 0      | 1    | 1     |
| 12      | Kostaryka         | 0     | 0      | 1    | 1     |
| Razem   | Razem             | 19    | 19     | 17   | 55    |

### Kolarstwo szosowe
| Konkurencja                | 1. miejsce        | 2. miejsce         | 3. miejsce        |           |
| Mężczyźni                  | Mężczyźni         | Mężczyźni          | Mężczyźni         | Mężczyźni |
| -------------------------- | ----------------- | ------------------ | ----------------- | --------- |
| Wyścig ze startu wspólnego | Milton Wynants    | Pedro Pablo Pérez  | José Medina       |           |
| Jazda indywidualna na czas | José Serpa        | Chris Baldwin      | Franklin Chacón   |           |
| Kobiety                    |                   |                    |                   |           |
| Wyścig ze startu wspólnego | Yoanka González   | Janildes Fernandes | Yeilin Fernández  |           |
| Jazda indywidualna na czas | Kimberly Bruckner | Clara Hughes       | Kristin Armstrong |           |

### Kolarstwo torowe
| Konkurencja                     | 1. miejsce                                                                 | 2. miejsce                                                                  | 3. miejsce                                                                    |           |
| Mężczyźni                       | Mężczyźni                                                                  | Mężczyźni                                                                   | Mężczyźni                                                                     | Mężczyźni |
| ------------------------------- | -------------------------------------------------------------------------- | --------------------------------------------------------------------------- | ----------------------------------------------------------------------------- | --------- |
| Sprint                          | Leonardo Narváez                                                           | Giddeon Massie                                                              |                                                                               |           |
| Sprint drużynowy                | Kuba · Ahmed López · Reinier Cartaya · Yosmani Poll                        | Kolumbia · Rodrigo Barros · Jonathan Marín · Leonardo Narváez               | Wenezuela · Alexander Cornieles · Rubén Osorio · Jhonny Hernández             |           |
| Wyścig na dochodzenie           | Edgardo Simón                                                              | Marco Arriagada                                                             | Alexander González                                                            |           |
| Drużynowy wyścig na dochodzenie | Chile · Enzo Cesario · Marcos Arriagada · Luis Sepúlveda · Antonio Cabrera | Argentyna · Ángel Colla · Guillermo Brunetta · Walter Pérez · Edgardo Simón | Kolumbia · Alexander González · José Serpa · Arles Castro · Juan Pablo Forero |           |
| 1000 m na czas                  | Ahmed López                                                                | Christian Stahl                                                             | Benjamín Martínez                                                             |           |
| Keirin                          | Giddeon Massie                                                             | Rubén Osorio                                                                |                                                                               |           |
| Madison                         | Argentyna · Walter Pérez · Juan Curuchet                                   | Kolumbia · Alexander González · Leonardo Duque                              | Stany Zjednoczone · Colby Pearce · James Carney                               |           |
| Wyścig punktowy                 | Milton Wynants                                                             | Marco Arriagada                                                             | Leonardo Duque                                                                |           |
| Kobiety                         |                                                                            |                                                                             |                                                                               |           |
| Sprint                          | Tanya Lindenmuth                                                           | Daniela Larreal                                                             | Chris Witty                                                                   |           |
| Wyścig na dochodzenie           | María Luisa Calle                                                          | Yoanka González                                                             | Clara Hughes                                                                  |           |
| Keirin                          | Tanya Lindenmuth                                                           | Daniela Larreal                                                             | Yumari González                                                               |           |
| Wyścig punktowy                 | Clara Hughes                                                               | María Molina de Ortíz                                                       | Yoanka González                                                               |           |
| 500 m na czas                   | Nancy Contreras                                                            | Chris Witty                                                                 | Yumari González                                                               |           |

### Kolarstwo górskie
| Konkurencja   | 1. miejsce      | 2. miejsce       | 3. miejsce       |           |
| Mężczyźni     | Mężczyźni       | Mężczyźni        | Mężczyźni        | Mężczyźni |
| ------------- | --------------- | ---------------- | ---------------- | --------- |
| Cross-country | Jeremiah Bishop | Edvandro Cruz    | Deiber Esquivel  |           |
| Kobiety       |                 |                  |                  |           |
| Cross-country | Jimena Florit   | Mary McConneloug | Francisca Campos |           |